# 奈良光枝
奈良光枝（なら みつえ，本名:佐藤光枝（佐藤みつえ），1923年6月13日—1977年5月14日），昭和時代的歌手。以美貌聞名。

## 經歷
青森縣弘前市出生。弘前高等女子學校（現青森縣立弘前中央高等學校）畢業後，在哥哥的同學、作曲家明本京靜的推薦下，進入東洋音樂學校學習。由於體質虛弱的緣故，放棄了對古典音樂和歌劇的追求，把這事和明本商量，接受「要是使用麥克風的歌手沒問題」和指導。1940年（昭和15年）3月，在哥倫比亞公司通過試唱，以十六歲的年紀成為專屬歌手。同年6月灌制「胡弓哀歌」，不過未能通過發行檢查。以第二作品的「南京花之嬌子」（南京花嬌子）作為流行歌手初次亮相。引人矚目的作品很少，生活的中心是慰問軍隊病院等。1942年（昭和17年），由於擔憂女兒的將來不能走紅，在父親的懇求下，投入作曲家古賀政男的門下，與藤山一郎在電影「青空交響樂」中的二重唱、主題歌「青色牧場」（青い牧場）成為首支賣座曲子。當初這個曲子是由主演電影的杉狂兒和朝雲照代在錄音，不過，據說審查當局（內務省警保局）以「（杉狂兒）模倣羊叫的聲音形同兒戲」禁止出售，轉由從戰地慰問回國的藤山一郎和古賀門生的奈良光枝代理錄制。
戰後，由於被導演千葉泰樹相中的美貌，被選作大映電影「某個晚上的接吻」（或る夜の接吻）的主角，與共演的若原雅夫的接吻場面成為話題。但在實際電影中，採用了飛過來的傘隱去兩人的親吻這樣的手法。主題歌「悲哀的竹笛」（悲しき竹笛）獲得很大成功，二重唱的近江俊郎也加入明星行列。與近江的搭擋也繼續下去，「愛的燈影」（愛の灯かげ）和「新·愛染桂」（新・愛染かつら）接連獲得好評。隨著「雨中的夜行汽車」（雨の夜汽車）、「藍色山脈」（青い山脈）、「紅舞鞋的探戈」（赤い靴のタンゴ）等的放映，成為人氣投票中常常居高不下的大牌明星。
NHK紅白歌合戰連續出場9次（詳見下列參照）。
不僅在唱片領域，奈良也活躍在銀幕上。「跳躍的龍宮城」（踊る竜宮城）、「清水金一的忍術凹凸道中」（シミキンの忍術凸凹道中）、「七変化貍御殿」等音樂電影不可或缺的存在，另一方面「修道院的鐘」（修道院の鐘）」在劇中沒有詠唱的場景，奈良作為漂亮的修女主演。
1948年（昭和23年），和NHK的制片人佐藤邦彥先生結婚後，奈良也持續活躍著。進入昭和40年代，由於從未衰退的美貌和美聲，活躍在電視和舞臺領域。
1976年（昭和51年）夏天由於健康狀況下降，開始療養生活。1977年5月14日，因為癌性腹膜炎，在聖路加醫院的住院處以53歲的年紀撒手人寰。

## 代表曲
- 「南京花之嬌子」（南京花嬌子／1940年10月20日發行）
- 「翡翠之曲」（翡翠の曲／台詞：轟夕起子、1942年12月20日發行）－東宝映画「鴉片戰爭」主題歌。
- 「故鄉的花」（故郷の花／1942年12月20日)
- 「青色牧場」（青い牧場／共唱：藤山一郎、1942年12月25日發行）－大映映画「青空交響樂」主題歌。
- 「小玉」（こだま／1943年6月20日發行）
- 「等到勝利的日子」（勝利の日まで／共唱：波平暁男、近江俊郎、志村道夫、高倉敏、菅沼ゆき子、池真理子、渡邊一惠、1945年1月發行）－東宝映画「等到勝利的日子」主題歌。
- 「祖國的花」（祖国の花／共唱：轟夕起子、真木絢代、渡邊一惠、東海林壽代、1945年1月發行）－東宝映画「等到勝利的日子」主題歌。
- 「乙女舟」（共唱：霧島昇、1946年5月20日發行）－大映映画「某個晚上的接吻」主題歌。
- 「悲哀的竹笛」（悲しき竹笛／共唱：近江俊郎）
- 「雨中的夜行汽車」（雨の夜汽車／1948年9月發行）－第一支流行單曲，這首歌是奈良珍惜一生的曲子。
- 「新愛染桂」（新愛染かつら／共唱：近江俊郎、1948年11月15日發行）－大映映画「新愛染桂」主題歌。
- 「愛的燈影」（愛の灯かげ／共唱：近江俊郎、1948年12月20日發行）－新東宝映画（日语：東宝映画）「再愛一次」（愛よもういちど）主題歌。
- 「那天的夢」（あの日の夢／1949年1月發行）
- 「藍色山脈」（青い山脈／共唱：藤山一郎、1949年3月10日發行）－東宝映画「藍色山脈」主題歌。是奈良最大的熱門歌曲。
- 「戀愛的山彦」（恋の山彦／1950年5月20日發行）
- 「紅舞鞋的探戈」（赤い靴のタンゴ／1950年6月15日發行）－英國著名映画『紅舞鞋』日本公映紀念作的曲子。單獨表演中是最大的代表作。
- 「佐々木小次郎旅姿」（共唱：伊藤久男、1950年12月發行）－東宝映画「佐々木小次郎」主題歌。
- 「白色的燈道」（白いランプの灯る道／1951年1月15日發行）
- 「母待草」（台詞：水谷八重子、岸惠子、北村克己、1951年8月發行）－松竹映画「母待草」主題歌。
- 「與夢相識」（夢と知りせば／共唱：近江俊郎、朗讀：木暮實千代、1951年12月發行）－松竹映画「與夢相識」主題歌。
- 「林投山丘」（りんどうの丘／1952年1月發行）
- 「白樺之宿」（白樺の宿／1952年8月發行）－NHK紅白歌合戰第三回首次出場的時候披露的曲子。
- 「女心的紅鳥」（女ごころの赤い鳥／1953年3月20日發行）
- 「有幾天晚上」（夕べ仄かに／1953年3月15日發行）
- 「秋草之歌」（秋草の歌／1954年2月10日發行）
- 「歎息的小夜曲」（嘆きの夜曲／1956年3月發行）－根據1932年2月關種子流行的曲子。佐伯亮編曲。
- 「仙客來花開」（シクラメン咲けど／1955年3月發行）－大映映画「拂曉的合唱」（暁の合唱）主題歌。
- 「往常的由起子」（由起子はいつも／1955年4月發行）－NHK廣播劇「由起子」主題歌。
- 「海邊的歌」（なぎさの唄／1956年3月發行）

## NHK紅白歌合戰出場歷
- 第3次（1953年1月2日、NHK東京放送会館第1藝術家工作室）『白樺之宿』（白樺の宿）
- 第4次（1953年12月31日、日本劇場（日劇））『紅舞鞋的探戈』（赤い靴のタンゴ）
- 第5次（1954年12月31日、日比谷公会堂）『白色的燈道』（白いランプの灯る道）
- 第6次（1955年12月31日、產經大廳）『往常的由起子』（由起子はいつも）
- 第7次（1956年12月31日、東京宝塚劇場）『白色的燈道』
- 第8次（1957年12月31日、東京宝塚劇場）『白樺之宿』
- 第9次（1958年12月31日、新宿KOMA劇場）『晴著的影』（晴着のかげに）
- 第10次（1959年12月31日、東京宝塚劇場）『山鳩之啼 車站』（山鳩の啼く駅）
- 第11次（1960年12月31日、日本劇場（日劇））『乘著玫瑰色的雲』（ばら色の雲にのせて）
  - 其中，第六次·第七次·第八次·第九次·第十次奈良的歌曲廣播轉播聲音現存。
  - 第十次2009年4月29日播出的NHK-FM『今天一天“戰後歌謠”三昧』（今日は一日“戦後歌謡”三昧）裏，奈良的歌包含全篇也重播了（單聲道語音）。
  - 第五次從開頭約1小時左右的廣播轉播的聲音現存，奈良之前的岡本敦郎、宮城麻裏子和奈良之後的江利智惠美幾年前在NHK廣播節目上也有介紹。

## 外部連結
- キネマ旬報データベース　奈良 光枝（日文）